# Ресторант
Ресторант (от френски: Restaurant, свързано с глагола възстановявам) е заведение, в което се сервират храна и напитки за обществеността (широката публика) срещу заплащане. Тяхната консумация е предвидена на територията на ресторанта, поради което всеки ресторант е снабден с маси, столове и професионална кухня. Храната се поръчва и бива донасяна от сервитьори.
Първите ресторанти се появяват в Китай през XIII век в Хангжу – културен, политически и икономически център по време на династията Сун. Най-вероятно преди да се появят ресторантите са съществували места за чай и механи, които лесно специализирали в подготовка и представяне на ястия и специалитети. На запад, ханове и кръчми съществуват още от древността, основните им клиенти са пътешественици, като местните жители рядко ги посещават.
Според книгата за рекордите на Гинес, най-старият ресторант днес е Собрино-де-Ботин (Sobrino de Botin) в Мадрид, Испания. Той е открит през 1725 година. Част от фолклора на ресторанта е, че младият Франсиско Гоя работи там като келнер, докато чака да получи място в Кралската академия на Мадрид за изящни изкуства.
Ресторантът е институция, където се приготвят храни и напитки и се сервират на клиенти срещу заплащане. Заплащането може да се извърши преди или след консумиране на ястието, или при сервиране. Обикновено храната е поднасяна и консумирана в помещението на ресторанта, но много заведения предлагат доставка по домовете или дават възможност закупената храна да се изнесе на друго място. Ресторантите се различават по външен вид и предлагани условия, като това включва и голямо разнообразие от начини на готвене и обслужване.
Гостилниците и кръчмите са познати още от Античността. Тези институции са били предназначени за пътниците и като цяло местните хора рядко се хранели там. Съвременните ресторанти са се посветили на сервирането на храната, като специфични ястия са поръчвани от клиентите и приготвяни по техни изисквания. Те датират от 18 век и са възникнали във Франция, въпреки че техни предшественици могат да бъдат проследени още от времето на Римската империя.
Собственикът на ресторанта се нарича „ресторантьор“ и тази дума, както и "ресторант”, произлиза от френския глагол restaurer, който означава „възстановявам“. Професионалистите се наричат главни готвачи, докато техните помощници и подчинени приготвят храната по по-систематичен и не толкова артистичен начин.

## История
В Древен Рим, термополисите (ед. ч. термополис) били малки ресторант-барове, които предлагали храна и напитки на клиентите. Един типичен термополис е имал Г-образен бюфет с големи съдове за съхранение, които са можели да съдържат както топла, така и студена храна Тогава в много жилища не е имало кухня и затова за много хора е било удобно да си закупят готова храна. Нещо повече, храненето се е считало за важен аспект от социализацията.
В Помпей 158 термополиси с гише за услуги са били идентифицирани в целия град. Те са били концентрирани основно по главната ос на града и обществените места, често посещавани от местни хора.
Заведенията за хранене, които могат да се определят като ресторанти, са възникнали през 11 век в Кайфенг, западната столица на Китай през първата половина на династията Сонг (960 – 1279). С население от около 1 000 000 души, култура на гостоприемство и хартиена валута, Кайфенг е имала добри условия за развитие на ресторантьорството. Вероятно, стартирайки от чаени къщи и кръчми, обслужващи пътниците, ресторантите в Кайфенг разцъфнали в индустрия, предназначени както за местни, така и за хора от други региони на Китай. Стивън Х. Уест разсъждава дали има директна връзка между разрастването на ресторантьорския бизнес и популяризирането на театъра, хазарта и проституцията, които служели за забавление на средната класа (буржоази, търговци) по време на династията Сонг.
Ресторантите се различават по начин на готвене, ценови категории и религиозни изисквания. Всеки ресторант предлага богат избор и клиентите поръчват желаното ястие от напечатани менюта. Документ, датиращ от 1275 за Хангзу (столица през втората половина от управлението на династията Сонг) гласи, че:
„Трудно е да се угоди на хората от Хангзу. Стотици поръчки се дават от всички страни: един иска нещо горещо, друг-студено, трети-хладко, четвърти-охладено; един иска готвена храна, друг-сурова, един избира печено, друг-на скара“.
Ресторантите в Хангзу също обслужвали много хора от Северен Китай, които се придвижвали на юг от Кайфенг по време на нашествието на маджурите през през 20-те години на XII век. Освен това е известно, че много ресторанти са се управлявали от фамилии, населявали преди Кайфенг.

## Видове

### Класически ресторант
предлага широк и разнообразен асортимент от висококачествена кухненска продукция, сладкарска продукция, десерти, плодове, специалитети, ястия, тестени изделия, безалкохолни и алкохолни напитки и създава условия за хранене и развлечения.

### Специализиран ресторант
- за риба, дивеч, птици или друг продукт – асортиментът се базира на даден основен продукт;
- барбекю, грил, скара – асортиментът се базира на печени меса на скара или плоча;
- ресторант-клуб – обслужва туристи с определени интереси.

В специализираните ресторанти може да се предлага и друга кухненска продукция, десерти, алкохолни и безалкохолни напитки.

### Ресторант с национална кухня
- специализирани ресторанти с национално-битови елементи и се изграждат в старинни селища, курортни комплекси и големи градове, където са известни като механи, странноприемници, изби и др. Характерен за тези заведения е интериорът, съобразен с националните мотиви в облеклото, обзавеждането, съдовете за хранене.

### Атракционно-тематичен ресторант
с характерен архитектурен вътрешен и външен облик, с подходящ асортимент от ястия, напитки и/или артистично-музикална програма (шатри, кошари, колиби, фрегати, пикник и др.).
Ресторантите варират от непретенциозни места за обяд или вечеря, обслужващи хора, които живеят близо, с обикновена храна на достъпни цени, до скъпи институции, сервиращи изискани ястия и вина във формална обстановка. В първия случай, клиентите са облечени ежедневно. Във втория случай, в зависимост от културата и местните традиции, посетителите биха могли да носят полуежедневно, полуелегантно или елегантно облекло.
Обикновено, клиентите сядат на маса, техните поръчки се взимат от сервитьор, който носи храната, след като е приготвена, и клиентите плащат сметката преди да си тръгнат. В изисканите ресторанти има хост, който посреща клиентите и да ги настанява. Персоналът, обслужващ клиентите, включва още помощник – келнер и специалист по вината. Ресторантите често специализират в определен вид храна или представят развлекателна програма с конкретна тематика. Например, има ресторанти за морски дарове, вегетариански ресторанти или етнически ресторанти. Като цяло, заведенията, предлагащи ястия от местната кухня се наричат само „ресторанти“, докато тези, които предлагат чуждестранни специалитети се определят като етнически. Въпреки това, някои видове „етническа“ кухня обикновено се категоризират поотделно. В Питсбърг, Пенсилвания, тибетските и индийските ресторанти се определят като „етнически“, но френските се наричат „френски“.
Ресторантите също могат да бъдат класифицирани според структурата на менюто и според стила на предлагане на храна. Например, може да има тапас-бар, суши-бар, може да е и ресторант на самообслужване.
От известно време пътниците са обслужвани от корабни и вагонни (пътуващи) ресторанти. Заведения има и на гарите. В днешно време, пътуващите ресторанти, специално създадени за туристи, следват тенденция да увеличават броя си. Те могат да бъдат открити на различни места като трамваи, лодки, автобуси и др.

## Регулации
В зависимост от местните обичаи и установени правила, ресторантите могат и да не сервират алкохол. Често на заведенията е забранено да продават само алкохол (без ястие в добавка) от законите за продажба на алкохол; такава продажба е характерна за баровете, където има по-строги ограничения. Някои ресторанти са лицензирани да продават алкохол („напълно лицензирани“) или да позволяват на клиентите си да внасят техни собствени питиета. На някои места лицензите са ограничени само до сервирането на бира или и на вино.

## Управление
В съвременните ресторанти широко разпространение намират различни хардуерни и софтуерни инструменти за опитмизация на процесите, по-добрата организация на дейността и по-бързото обслужване на клиентите. Най-често използвани са касови апарати, фискални и нефискални принтери, монитори с touch-screen, POS оборудване, софтуерни програми за ресторант. Това оборудване спомага за отчитането на плащанията, организацията на поръчките от клиентите, следене на резервации, планиране на доставки и поръчки и финансовите показатели. Съществуват различни производители както на хардуерни, така и на софтуерни решения за ресторант. Те се отличават по различни показатели като функции, цена, качество. Много малко на брой обаче са изцяло българските фирми, които предлагат комплексни системи за ефективно управление на един модерен ресторант. Такава фирма например е Microinvest, чиито софтуерни продукти са създадени вследствие на детайлно изследване на всички процеси, протичащи в заведенията и прилагането на последни технологии за постигане на оптимални резултати.

## Икономика
От 2006 има приблизително 215 000 ресторанти, предлагащи пълно обслужване в САЩ, отчетени на 298 милиарда щатски долара, и приблизително 250 000 с ограничено обслужване (ресторанти за бързо хранене) отчетени на 260 милиарда.
Едно проучване на новите ресторанти в Кливлънд, Охайо показва, че 1 от 4 променят собствеността си или излизат от бизнеса след година, и 6 от 10 – след 3 години. (Не всяка смяна на собственика е индикация за фалит).
Ситуацията с фалирането за три години при франчайзите е почти същата.

### Канада
Има 86 915 заведения за хранене в Канада, или по 26.4 на всеки 10 000 канадци. По сегменти:
- 38 797 ресторанти с пълно обслужване
- 34 629 ресторанти с ограничено обслужване
- 741 доставчици
- 6749 места за пиене

63% от канадските ресторанти са независими марки. Веригите ресторанти са останалите 37%, и много от тях са франчайз.